# Ciklopentadien
Ciklopentadien (Cp) je organsko jedinjenje sa formulom . Ova bezbojna tečnost ima jak i neprijatan miris. Na sobnoj temperaturi, ovaj ciklični dien se dimerizuje u toku nekoliko časova i daje diciklopentadien putem Dils-Alderove reakcije. Ovaj dimer se može razgraditi zagrevanjem.

## Upotreba
Ovo jedinjenje se uglavnom koristi za proizvodnju ciklopentena i njegovih derivata. On je popularni prekurzor ciklopentadienil liganda u ciklopentadienil kompleksima u organometalnoj hemiji. Prvi stepen je reduktivna dimerizacija molekul do dihidrofulvalen.

## Literatura
1. ↑  „1,3-cyclopentadiene - Compound Summary”. PubChem Compound. USA: National Center for Biotechnology Information. 16. 9. 2004. Приступљено 8. 10. 2011.
2. 1 2  „1，3-Cyclopentadiene Basic information”.
3. ↑   уреди
4. ↑  Evan E. Bolton; Yanli Wang; Paul A. Thiessen; Stephen H. Bryant (2008). „Chapter 12 PubChem: Integrated Platform of Small Molecules and Biological Activities”. Annual Reports in Computational Chemistry. 4: 217—241. doi:10.1016/S1574-1400(08)00012-1.
5. ↑  Valery I. Faustov, Mikhail P. Egorov, Oleg M. Nefedov and Yuri N. Molin (2000). „Ab initio G2 and DFT calculations on electron affinity of cyclopentadiene, silole, germole and their 2,3,4,5-tetraphenyl substituted analogs : structure, stability and EPR parameters of the radical anions”. Phys. Chem. Chem. Phys. 2 (19): 4293—4297. doi:10.1039/b005247g.
6. ↑  „Copernicium Video – The Periodic Table of Videos – University of Nottingham”. Приступљено 22. 2. 2011.
7. ↑  Paquette, L. A.; Wyvratt, M. J. (1974). „Domino Diels–Alder reactions. I. Applications to the rapid construction of polyfused cyclopentanoid systems”. J. Am. Chem. Soc. 96 (14): 4671—4673. doi:10.1021/ja00821a052.

## Spoljašnje veze
- International Karta hemijskog društva 0857
- NIOSH džepni vodič za hemijske hazarde